# Fußballauswahl von Mengjiang
Die Fußballnationalmannschaft von Mengjiang ist eine kurzlebige Auswahlmannschaft, die das Mengjiang aus der Mongolei und der Innere Mongolei vertrat.

## Geschichte
Die Fußballmannschaft von Mengjiang wird durch die mongolische Bevölkerung vertreten, die in der von Japan im Zweiten Weltkrieg besetzten Inneren Mongolei lebt.
Der Verband von Mengjiang wurde am 1. September 1939 gegründet, wurde jedoch aufgrund der Nichtanerkennungspolitik der USA und anderer Länder gegenüber vor allem Mandschukuo, durfte das Team nicht der FIFA oder des IOC beitreten und war daher nicht zur Teilnahme an einer Fußball-Weltmeisterschaft oder den Olympischen Sommerspielen berechtigt. Zum Gegensatz zur Fußballnationalmannschaft Mandschukuos, nahm Mengjiang Football weder an den Fußballturnieren der 3-Nationen-Spiele 1939 noch am Turnier zum 2600-jährigen Jubiläum Japans 1940 teil.
1942 nahm sie jedoch am Turnier zum 10. Geburtstag der Mandschurei (East Asia Games) teil. Dort trifft sie auf Japan, die Mandschurei und die Neuorganisierte Regierung der Republik China. Mengjiang gewinnt kein einziges Spiel und vor gegen der Mandschurei 10:1 und gegen Japan 12:0, was bis heute die höchste Länderspiel Niederlage der Mannschaft darstellt. Auch bei anderen Sportdisziplinen bei den East Asia Games 1942 (Basketball, Softball, Tischtennis) war die Innere Mongolei die schlechteste teilnehmende Mannschaft der Ausgabe. Im August verlor das Japanische Kaiserreich Mengjiang im Zweiten Weltkrieg an die Sowjetunion und die Auswahlmannschaft hörte auf zu existieren.

## Inoffizieller Nachfolger
Die Fußballnationalmannschaft der Innere Mongolei war eine Mannschaft, die aus einer Auswahl der besten Spieler aus der Autonomen Region Innere Mongolei in China bestand. 25 Spiele bestritt das Team von 1965 bis 1989, vor allem gegen andere Autonomen Regionen Chinas, wie Turkestan, Tibet, Ningxia und Guangxi. Am 30. August 1978 verlor die Auswahlmannschaft der Inneren Mongolei, 0:2 gegen die des afrikanischen Inselstaates São Tomé und Príncipe.

## Mengjiang (Staat)
Mengjiang, auch bekannt als Mengguguo, war ein von Japan unterstützter Marionettenstaat, der von 1939 bis 1945 in der Inneren Mongolei in China existierte. Es wurde vom mongolischen Warlord Demchugdongrub geleitet und durch Japan finanziell und militärisch unterstützt. Mengjiang entstand als Teil der Expansionsbemühungen Japans auf dem chinesischen Festland, um Ressourcen zu kontrollieren und eine Pufferzone gegen die Sowjetunion zu schaffen. Es war international nicht anerkannt und fiel zusammen mit dem Zusammenbruch des japanischen Imperiums am Ende des Zweiten Weltkriegs.

## Liste der von Mangjiang gespielten Spielen
| Datum           | Ort                  | Kontrahenten   | Ergebnis |           |
| --------------- | -------------------- | -------------- | -------- | --------- |
| 9. August 1942  | Xinjing, Mandschurei | Republik China | ?:?      | Mengjiang |
| 10. August 1942 | Xinjing, Mandschurei | Japan          | 12:0     | Mengjiang |
| 11. August 1942 | Xinjing, Mandschurei | Mandschurei    | 10:1     | Mengjiang |